# Leonite
La leonite è un minerale appartenente al gruppo della leonite.